# Нижнее Скопино
 Нижнее Скопино — деревня в Кировской области. Входит в состав муниципального образования «Город Киров»

## География
Расположена на расстоянии менее 2 км на север от поселка Лянгасово.

## История
Известна с 1873 года как деревня Шалаевская 8-я (Скопины нижние) , где дворов 8 и жителей 70, в 1905 11 и 73, в 1926 (Ниж. Скопины или Шалаевский) 14 и 80, в 1950 14 и 75, в 1989 12 жителей. Настоящее название утвердилось с 1939 года. Административно подчиняется Ленинскому району города Киров.

## Население
Постоянное население составляло 5 человек (русские 100%) в 2002 году, 10 в 2010.